# Ladakh-Pfeifhase
Der Ladakh-Pfeifhase (Ochotona ladacensis) ist eine Art der Pfeifhasen (Ochotonidae) innerhalb der Hasenartigen (Lagomorpha). Sie kommt im Bereich des Himalaya in Teilen der südwestlichen Volksrepublik China bis in die Region Kaschmir im Nordwesten Pakistans und das indische Unionsterritorium Ladakh vor.
Mit einer Körpergröße von bis zu 24 Zentimetern und einem Gewicht von bis 320 Gramm gehört er zu den größeren Arten der Pfeifhasen. Als Lebensraum nutzen die Tiere trockene Täler und felsige Gebirgsregionen mit geringer Vegetation in Höhen von 4.200 bis 5.400 Metern. Sie graben Baue in Wiesen, in Kiesflächen oder in der Nähe von Gebüschen und ernähren sich wie andere Pfeifhasen von verschiedenen Pflanzen; im Winter fressen sie wahrscheinlich vor allem unterirdisch die Wurzeln von Primeln.
Die wissenschaftliche Erstbeschreibung stammt von Albert Günther aus dem Jahr 1875; die taxonomische Einordnung der Pfeifhasen ist schwierig und veränderte sich über die Zeit mehrfach, was auf die große Ähnlichkeit der einzelnen Arten untereinander zurückgeführt werden kann. Aufgrund des vergleichsweise großen Verbreitungsgebietes und des Fehlens bestandsgefährdender Risiken wird die Art als nicht gefährdet betrachtet.

## Merkmale

### Allgemeine Merkmale
Der Ladakh-Pfeifhase ist ein Pfeifhase mit einer Kopf-Rumpf-Länge von 15,0 bis 24,0 Zentimetern, nach anderen Quellen von 18,0 bis 22,9 Zentimetern, und einem Gewicht von 100 bis 320 Gramm; er gehört damit zu den größeren Arten der Pfeifhasen. Die Hinterfüße haben eine Länge von 32 bis 40 Millimetern. Das Rückenfell ist wollig und im Sommer sandfarben bis gelblich-rotbraun. Der Kopf weist braune, blassbraune oder rotbraune Flecken auf, die Stirn ist rotbraun. Die Außenseite der Ohren ist hellbraun bis orangebraun und die Bauchseite ist grau bis weißlich-sandgelb. Im Winter ist das Fell lockiger und wolliger sowie grau bis ockerfarben gefärbt. Die Haare oberhalb der Nackendrüse sind gelb. Die Ohren sind groß und gerundet mit einer Ohrlänge von 22 bis 33 Millimetern, die Innenseite ist sandgelb und sie besitzen eine dichte Behaarung aus rötlichen Haaren an der Rückseite. Die Lippen sind wie beim sympatrisch vorkommenden Schwarzlippigen Pfeifhasen (Ochotona curzoniae) schwarz, im Vergleich zu diesem ist der Ladakh-Pfeifhase etwas größer und unterscheidet sich von ihm durch die Färbung.

### Schädelmerkmale
Der Schädel ist groß und gebogen, er erreicht eine Länge von 51 bis 50 Millimetern, eine maximale Breite von 24 bis 26 Millimetern und eine Höhe von 16 bis 18 Millimetern. Das Schneidezahnfenster und das Gaumenfenster sind in der Regel vollständig voneinander getrennt, allerdings gibt es Individuen, bei denen der trennende Knochensteg fehlt. Die Region zwischen den Augen ist schmal, die Augenhöhlen sind sehr groß. Die Seiten der Jochbögen verlaufen weitestgehend parallel und die Paukenblase ist klein ausgebildet.
| 2 | · | 0 | · | 3 | · | 2 | = 26 |
| 1 | · | 0 | · | 2 | · | 3 | = 26 |

Die Tiere besitzen wie alle Pfeifhasen im Oberkiefer jeweils zwei Schneidezähne (Incisivi) gefolgt von einer längeren Zahnlücke (Diastema) sowie von drei Vorbackenzähnen (Praemolares) und von zwei Backenzähnen (Molares). Im Unterkieferast sind nur ein Schneidezahn sowie nur zwei Praemolares vorhanden, dafür drei Molares. Insgesamt besitzen die Tiere also 26 Zähne. Die Schneidezähne sind lang, wahrscheinlich als Anpassung an die winterliche Ernährung von Primelwurzeln.

## Verbreitung

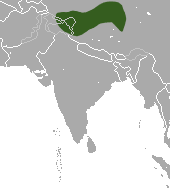
Verbreitungsgebiet (grün) des Ladakh-Pfeifhasen

Das Verbreitungsgebiet des Ladakh-Pfeifhasen erstreckt sich in der Volksrepublik China vom südwestlichen Xinjiang über das westliche Qinghai und bis in den Südosten des Autonomen Gebietes Tibet, wo die Art sympatrisch mit dem Schwarzlippigen Pfeifhasen lebt. Es reicht zudem in die Region Kaschmir und dort in den Nordwesten Pakistans und das indische Unionsterritorium Ladakh.
Die Art bevorzugt trockene Täler und felsige Gebirgsregionen mit geringer Vegetation in Höhen von 4.200 bis 5.400 Metern als Lebensraum.

## Lebensweise
Der alpine Lebensraum des Ladakh-Pfeifhasen zeichnet sich durch starke Trockenheit und wenig Vegetation aus. In einigen Teilen besteht der Bewuchs nur aus vereinzelten Beständen von Primeln (Primula) oder der Segge Carex moorcroftii und dem zu den Sandkräutern gehörenden Arenaria musciformis. Vor allem die Primeln bestimmen das Vorkommen der Tiere, wodurch sie teilweise nur fleckenhaft anzutreffen sind.
Über die Lebensweise ist nur relativ wenig bekannt. Die Tiere sind tagaktiv, wobei die Hauptaktivität am Morgen und am Abend stattfindet. Sie vermeiden Tageszeiten mit starker Sonneneinstrahlung und sehr windige Perioden, sind jedoch auch im Winter aktiv und haben keine Überwinterungsphase. Sie ernähren sich generalistisch von den verfügbaren Pflanzen, wobei sie im Winter wahrscheinlich vor allem unterirdisch die Wurzeln der Primeln fressen. Anders als viele andere Pfeifhasen-Arten bilden sie keine Heuballen als Wintervorrat. Sie graben Baue in offenen Flächen, Wiesengebieten, Kiesflächen oder in der Nähe von Gebüschen. und leben sozial in Familiengruppen oder kleinen Kolonien mit klar definierten Territorien. Bei Bedrohung ziehen sie sich mit einem sehr hohen Pfeiflaut als Warnruf in ihre Baue zurück. Offene Flächen überwinden die Tiere mit kurzen Läufen und Sprüngen, die meiste Zeit bleiben sie allerdings bewegungslos. Der Hauptaktivitätsbereich beschränkt sich auf eine Fläche von 400 m2 um den Bau. In besiedelten Gebieten befinden sich zahlreiche Baue und Kotspuren in kleinen Gruben unter Steinen, die Populationsdichte der Tiere ist allerdings mit maximal weniger als 300 Individuen pro km2 eher dünn.
Die Reproduktionsphase dieser Art liegt zwischen Ende Juni und Ende Juli. Jungtiere wurden im Juli bis August und subadulte Tiere zwischen Juli und September beobachtet.

## Systematik
Der Ladakh-Pfeifhase wird als eigenständige Art den Pfeifhasen (Gattung Ochotona) und dort der Untergattung Conothoa zugeordnet. Die wissenschaftliche Erstbeschreibung stammt von Albert C. L. G. Günther, dem damaligen Leiter der zoologischen Abteilung am Natural History Museum in London, aus dem Jahr 1875, der die Art als Lagomys ladacensis bezeichnete und gemeinsam mit dieser einige andere Arten der Hasenartigen wie dem Großohr-Pfeifhasen (Ochotona macrotis), dem Yarkand-Hasen (Lepus yarkandensis) und dem heute als Unterart des Wüstenhasen (Lepus tibetanus) eingeordneten Lepus pamirensis beschrieb. Er bezog sich dabei auf die Beschreibung von Individuen durch Ferdinand Stoliczka und John Anderson aus der Region Ladakh, die diese dem Schwarzlippigen Pfeifhasen (Ochotona curzoniae) zugeordnet hatten und deren Zuschreibung er ebenso wie sein Kollege William Thomas Blanford anzweifelte. Die Terra typica, den Fundort der Typen, gab er mit Chagra im Distrikt Leh an. Als Synonym der Art wird Ochotona auritus betrachtet, der im gleichen Jahr und nur einen Monat später von Blanford beschrieben wurde. Da dieser den Großohr-Pfeifhasen (O. macrotis) mit O. auritus synonymisierte, wurde daraufhin O. auritus häufig als Synonym und teilweise auch als Unterart des Großohr-Pfeifhasen aufgefasst.
Wie bei den meisten Pfeifhasen ist auch beim Ladakh-Pfeifhasen die systematische Einordnung aufgrund der großen Ähnlichkeiten der Arten schwierig und veränderte sich entsprechend über die Zeit mehrfach. Von einigen Autoren wurde der Ladakh-Pfeifhase als Unterart des Schwarzlippigen Pfeifhasen betrachtet, mit dem er in Teilen Tibets sympatrisch vorkommt.
Im Jahr 2000 wurde auf der Basis von Sequenzen der mitochondrialen DNA der Koslow-Pfeifhase (Ochotona koslowi) als Schwesterart des Ladakh-Pfeifhasen identifiziert, beide zusammen bildeten entsprechend dieser Ergebnisse die Schwestergruppe aus dem Royle-Pfeifhasen (Ochotona roylei) und dem Großohr-Pfeifhasen. Gemeinsam mit dem Forrest-Pfeifhasen (Ochotona forresti) und dem Rotohr-Pfeifhasen (Ochotona erythrotis) wurden diese Arten als „Mountain group“ zusammengefasst, während die klassische Aufteilung nach Untergattungen als paraphyletisch verworfen wurde. 2004 erschien eine phylogenetische Analyse auf der Basis der Sequenz des Cytochrom b, bei der das Schwesterartenverhältnis zwischen O. koslowi und O. ladacensis nicht bestätigt wurde. Stattdessen erwies sich O. ladacensis hier als basale Schwesterart eines Taxons aus O. koslowi, O. rutila, O. iliensis, O. roylei und O. macrotis, die gesamte Gruppe zuzüglich einigen weiteren Arten wurde in eine „Surrounding Qinghai-Tibet Plateau Group“ eingeordnet. Nach der Überarbeitung der Taxonomie durch Andrei Alexandrowitsch Lissowski 2013 auf der Basis kraniometrischer Merkmale und der Sequenz des Cytochrom b wurden einige Details der phylogenetischen Einordnung geändert, die nahe Verwandtschaft der Arten wurde jedoch bestätigt. Lissowski stellte diese Arten entsprechend gemeinsam in die Untergattung Conothoa.
Innerhalb der Art werden neben der Nominatform keine Unterarten unterschieden.

## Gefährdung und Schutz
Die Art wird von der International Union for Conservation of Nature and Natural Resources (IUCN) aufgrund des großen Verbreitungsgebiets und der vergleichsweise hohen Bestandszahlen als nicht gefährdet („least concern“) eingestuft. Bestandsgefährdende Bedrohungen sind nicht bekannt, allerdings liegen auch keine aktuelleren Daten zum Bestand vor. Das Verbreitungsgebiet umfasst das Changthang-Naturreservat in Tibet, das mit 298.000 km2 das größte Naturschutzgebiet Asiens und das zweitgrößte der Welt ist.

## Belege
1. 1 2 3 4 5 6 7 8 9 10 11 12 13  A.A. Lissovsky: Ladak Pika - Ochotona ladacensis. In: Don E. Wilson, T.E. Lacher, Jr., Russell A. Mittermeier (Herausgeber): Handbook of the Mammals of the World: Lagomorphs and Rodents 1. (HMW, Band 6), Lynx Edicions, Barcelona 2016; S. 58–59. ISBN 978-84-941892-3-4.
2. 1 2 3 4 5 6 7 8  Ladak Pika. In: Andrew T. Smith, Yan Xie: A Guide to the Mammals of China. Princeton University Press, 2008; S. 283. ISBN 978-0-691-09984-2.
3. 1 2  Andrey A. Lissovsky: Taxonomic revision of pikas Ochotona (Lagomorpha, Mammalia) at the species level. In: Mammalia 2014; 78(2): 199–216. doi:10.1515/mammalia-2012-0134
4. ↑  Family Ochotonidae, Genu Ochotona. In: Andrew T. Smith, Yan Xie: A Guide to the Mammals of China. Princeton University Press, 2008; S. 275. ISBN 978-0-691-09984-2.
5. 1 2 3 4 5  Joseph A. Chapman, John E. C. Flux (Hrsg.): Rabbits, Hares and Pikas. Status Survey and Conservation Action Plan. (PDF; 11,3 MB) International Union for Conservation of Nature and Natural Resources (IUCN), Gland 1990; S. 38–39. ISBN 2-8317-0019-1.
6. 1 2 3 4 5 6 7  Ochotona ladacensis in der Roten Liste gefährdeter Arten der IUCN 2017.3. Eingestellt von: Andrew T. Smith, W. Li, 2016. Abgerufen am 23. April 2018.
7. 1 2 3  Albert Günther: Descriptions of some Leporine Mammals from Central Asia. The Annals and magazine of natural history; zoology, botany, and geology  ser. 4, 16, 1875; S. 231 ff. (Digitalisat)
8. ↑  Don E. Wilson & DeeAnn M. Reeder (Hrsg.): Ochotona (Conothoa) macrotis auritus in Mammal Species of the World. A Taxonomic and Geographic Reference (3rd ed).
9. 1 2  Ning Yu, Changlin Zheng, Ya-Ping Zhang, Wen-Hsiung Li: Molecular Systematics of Pikas (Genus Ochotona) Inferred from Mitochondrial DNA Sequences. Molecular Phylogenetics and Evolution 16 (1), Juli 2000; S. 85–95. doi:10.1006/mpev.2000.0776.
10. 1 2  Yidong Niu, Fuwen Wei, Ming Li, Xiaoming Liu, Zuojian Feng: Phylogeny of pikas (Lagomorpha, Ochotona) inferred from mitochondrial cytochrome b sequences. Folia Zoologica – International Journal of Vertebrate Zoology 53(2), 2004; S. 141–155. (Volltext).
11. 1 2  Don E. Wilson & DeeAnn M. Reeder (Hrsg.): Ochotona ladacensis in Mammal Species of the World. A Taxonomic and Geographic Reference (3rd ed).